# Хлібець Володимир Денисович
Хлібець Володимир Денисович (3 травня 1927, с. Новозелене, Запорізька область — 19 травня 1986, Новомихайлівка, Запорізька область) — червоноармієць під час радянсько-японської війни.

## Біографія
Народився 1927 року в селі Новомихайлівка Чернігівського району Запорізької області. Українець. Призваний до лав Червоної армії 1944 року (у віці 17 років). Воював у піхоті проти Японії на Далекому Сході у складі 1-го Далекосхідного фронту. Демобілізований восени 1951 року.
За освітою механізатор. Після війни працював у колгоспі с. Новомихайлівка. У 1954 р. взяв участь у русі освоєння цілинних земель. Був одружений, мав двох дітей і шестеро онуків. Похований у с. Новомихайлівка.

## Нагороди
- Орден Вітчизняної Війни II ступеня[1].

Нагороджений медалями: 
- «За перемогу над Японією»
- «20 років перемоги у Великій Вітчизняній війні 1941—1945 р.р.».